# Rialon
Realon (en francès Réallon) és un municipi francès situat al departament dels Alts Alps i a la regió de Provença – Alps – Costa Blava.

## Demografia
| 1846                                       | 1962 | 1968 | 1975 | 1982 | 1990 | 1999 | 2006 | 2015 |
| ------------------------------------------ | ---- | ---- | ---- | ---- | ---- | ---- | ---- | ---- |
| 1014                                       | 307  | 288  | 237  | 179  | 185  | 194  | 226  | 260  |
| Des de 1962: població sense dobles comptes |      |      |      |      |      |      |      |      |

## Administració
| Període         | Identitat           | Partit |
| --------------- | ------------------- | ------ |
| 1977-1995       | Adrien Gleize       | UDF-PR |
| 1995-2001       | Henry Philip Martin |        |
| 2001-2008       | Adrien Gleize       |        |
| 2008-2014       | Claudine Peyron     |        |
| 2014-2020       | Jean-Louis Gleize   |        |
| juliol de 2020- | Michel Montabone    |        |